# Akathistos
Ein Akathistos (griech. Ἀκάθιστος Ὕμνος, „nicht-sitzend“) ist ein Hymnus in der Ostkirche, der der Dreieinigkeit, einem Heiligen oder einem Festgeheimnis des Kirchenjahres gewidmet ist. Das Wort leitet sich daraus ab, dass die Gläubigen, während der Hymnus gesungen wird, stehen sollen.

## Struktur
Falls ein Akathistos allein gesungen wird, wird er oft durch eine Tagzeit des Stundengebets eingeleitet. Das Stundengebet umfasst dann ein Trisagion (dreimal heilig: „Heiliger Gott, heiliger starker Gott, heiliger unsterblicher Gott, erbarme dich unser“). Der Akathistos kann auch Bestandteil eines anderen Gottesdienstes, wie eines Orthros oder Moleben, sein.
Der Hymnus selbst ist in dreizehn Abschnitte eingeteilt, jeder enthält ein Kontakion und einen Ikos. Das Kondakion wird in der Regel durch ein Halleluja beendet. Nach dem dreizehnten Kondakion folgt kein dreizehnter Ikos, sondern der erste Ikos und Kondakion werden wiederholt. Danach folgen weitere Gebete wie z. B. ein Troparion, ein weiteres Kondakion oder Psalmen.

## Ablauf während des Gottesdienstes
Nach gängiger Praxis wird der Akathistos von einem Priester oder Diakon in der Mitte der Kirche vor einer Ikone gesungen. Wenn das erste Kontakion zum ersten Mal gelesen wird, ist die königliche Tür geöffnet und der Priester oder Diakon tragen eine vollständige Inzens (Weihrauchdarbringung) durch die Kirche. Bei weiteren Abschnitten wird nur eine kleine Inzens auf dem Ambo in Richtung der wichtigen Ikonen und der Gläubigen durchgeführt. Während jedes Lesens eines Abschnitts kommt der Priester oder Diakon durch die königliche Tür, die während der ganzen Zeit offen bleibt. Nach Ende des Akathistos wird die Tür geschlossen.

## Bekannte Hymnen
- Akathistos an Jesus Christus, unseren gütigsten Herrn (in Verbindung mit vorherigem Bittkanon)
- Akathistos zum göttlichen Leiden Christi
- Akathistos an die heilige Dreieinigkeit
- Akathistos an die allerheiligste Gottesgebärerin und immerwährende Jungfrau Maria